# Torre del Serral dels Falcons
La Torre del Serral dels Falcons, dita també Torre del Port de Manacor, és una torre de guaita del terme de Manacor (Mallorca) situada damunt els penyals a l'entrada de Portocristo. Està declarada Bé d'Interès Cultural.
Formava part d'un extens sistema de vigilància i senyalització de tota la costa mallorquina per combatre la pirateria, i connectava les torres del Cap Vermell i de Portocolom. Va ser construïda a final del segle xvi, i és la torre més alta de Mallorca.

## Descripció
Construïda amb pedra i morter i amb el parament reforçat amb mitjans de marès encadenats de dalt a baix, presenta dos cossos diferenciats: l'inferior, troncocònic, massís i lleugerament atalussat; i el superior, cilíndric i buit, amb una cambra coberta per volta de mitja esfera. El portal d'entrada original era situat a sis metres d'alçada, i s'hi accedia per mitjà d'una escala de mà. La cambra posseeix dues fornícules i una xemeneia, a més d'una escala de caragol per accedir al nivell superior. El terrat és una plataforma feta de bell nou amb la reconstrucció de 1960: envoltat d'un parapet a barbeta rematat per un fals cordó; s'han perdut elements originals com ara el matacà. Actualment hi ha un monòlit que servia de suport a un vèrtex geodèsic.

## Història
Es decidí la construcció de la torre el 1577, i l'any següent estava acabada. Consta, d'altra banda, que va patir reparacions puntuals el 1597, el 1655 i el 1680. A despit que la seva funció era la de donar continuïtat al sistema de senyals de la costa de Llevant, a mitjan segle xvii s'hi portà una peça d'artilleria per disparar en cas que s'acostàs un vaixell enemic o sospitós; el 1733, la peça se substituí per una d'un calibre més gran.
Durant la Guerra de Successió ocorregué un fet lamentable: el torrer disparà contra una nau enemiga per fer-la fora, però la peça esclatà i el torrer morí a l'acte.
Al segle xix, quan l'amenaça corsària havia desaparegut, la torre perdé importància. Finalment, el 1867 va ser traspassada. El 1936, durant el desembarcament del Capità Bayo, s'hi muntà una metralladora; cercant neutralitzar l'enemic, els dispars impactaren contra la torre, que s'esbaldregà i romangué molt malmesa. No obstant això, el 1960, els propietaris la reconstruïren, i li donaren el seu aspecte actual.